# Lee Jin-woo
Lee Jin-woo (koreanisch 이진우; * 12. Juni 1986) ist ein ehemaliger südkoreanischer Eisschnellläufer.

## Werdegang
Lee trat international erstmals bei den Juniorenweltmeisterschaften 2004 in Roseville in Erscheinung. Dort wurde er Fünfter im Kleinen-Vierkampf und gewann in der Teamverfolgung die Goldmedaille. In der Saison 2004/05 nahm er in Berlin erstmals am Eisschnelllauf-Weltcup teil, wobei er den 15. Platz in der Teamverfolgung sowie in der B-Gruppe den 25. Platz über 1500 m errang und belegte bei den Einzelstreckenasienmeisterschaften 2005 in Shibukawa jeweils den neunten Platz über 5000 m sowie 10000 m. In der folgenden Saison erreichte er bei seinen letzten Rennen im Weltcup in Turin und in Heerenveen jeweils mit dem 13. Platz über 1500 m sein bestes Ergebnis und kam bei den Olympischen Winterspielen 2006 in Turin auf den 28. Platz über 1500 m. Dort wurde er im folgenden Jahr bei der Winter-Universiade Neunter über 1000 m und Achter über 1500 m.

## Erfolge

### Olympische Spiele
- 2006 Turin: 28. Platz 1500 m

### Asienmeisterschaften
- 2005 Shibukawa: 9. Platz 5000 m, 9. Platz 10000 m

### Persönliche Bestzeiten
| Disziplin | Zeit         | Datum              | Ort            |
| --------- | ------------ | ------------------ | -------------- |
| 500 m     | 36,63 s      | 7. Oktober 2006    | Calgary        |
| 1000 m    | 1:11,76 min  | 20. Januar 2007    | Turin          |
| 1500 m    | 1:45,93 min  | 18. November 2005  | Salt Lake City |
| 3000 m    | 3:51,52 min  | 23. September 2006 | Calgary        |
| 5000 m    | 6:50,99 min  | 8. August 2009     | Calgary        |
| 10000 m   | 15:11,55 min | 20. Dezember 2004  | Seoul          |